# 蒙泰韋爾德號
蒙泰韋爾德號（英語：Monte Verde）為一艘由南韓造船商大宇造船為海運公司漢堡南美船務建造的貨櫃船，全長272米，寬40米，吃水13.2米最大載櫃量為5552 TEU，動力引擎為瑞士蘇爾壽公司所製造的8RTA96C-B8缸柴油發動機，此船於2004年12月27日動工，2005年6月18日完工，2005年8月9日交付並投入服務，但隨著漢堡南美船務於2017年被丹麥海運公司快桅收購，此船也歸快桅所有。